# Paul Stevens
Francis Paul Stevens (ur. 16 października 1889 w Lake Placid, zm. 17 marca 1949 w Schenectady) – amerykański bobsleista, srebrny medalista igrzysk olimpijskich.

## Kariera
Największy sukces osiągnął w 1932 roku, kiedy reprezentacja USA II w składzie: Henry Homburger, Percy Bryant, Paul Stevens i Edmund Horton zdobyła srebrny medal w czwórkach na igrzyskach olimpijskich w Lake Placid. Był to jego jedyny start olimpijski oraz jedyny medal wywalczony na międzynarodowej imprezie tej rangi. W tej samej konkurencji Stevens zdobywał też mistrzostwo kraju w latach 1931 i 1932. W czasie I wojny światowej i II wojny światowej Paul Stevens służył w szeregach United States Navy w stopniu komandora podporucznika. Poza armią pracował jako hotelarz i mechanik samochodowy.
Jego bracia: Curtis i Hubert również byli bobsleistami.